# Dávid Banai
Dávid Banai (sinh 9 tháng 5 năm 1994 ở Budapest) là một cầu thủ bóng đá Hungary hiện tại thi đấu cho Újpest.